# جوليو سيلفا
جوليو سيلفا (بالبرتغالية: Júlio Silva‏) مواليد 1 يوليو 1979 في جوندياي، البرازيل، هو لاعب كرة مضرب برازيلي بدأ مسيرته كمحترف سنة 1999 يلعب باليد اليمنى ويحتل حالياً المرتبة رقم. 152 (2 أبريل 2012) في تصنيف رابطة محترفي كرة المضرب. أعلى تصنيف له في الفردي كان المركز الـ 144 في سنة 2009.

## روابط خارجية
- جوليو سيلفا على موقع رابطة محترفي التنس (الإنجليزية)
- جوليو سيلفا على موقع الاتحاد الدولي لكرة المضرب (الإنجليزية)
- جوليو سيلفا على موقع كأس ديفيز (الإنجليزية)
- جوليو سيلفا على موقع خلاصة التنس.كوم (الإنجليزية)